# Al Harrington (acteur)
Pour les articles homonymes, voir Al Harrington et Harrington.
Al Harrington (de son vrai nom Tausau Ta'a, né le 12 décembre 1935 à Pago Pago dans les Samoa américaines en Océanie et mort à Honolulu le 21 septembre 2021) est un acteur américain et une notoriété du monde du spectacle traditionnel hawaïen. Il est particulièrement connu pour son rôle du détective Ben Kokua dans 64 épisodes de la célèbre série télévisée américaine Hawaï police d'État.

## Biographie
Al Harrington nait dans les îles de Pago Pago en Océanie, où il est élevé jusqu’à l'âge de 3 ans par sa grand-mère maternelle. Il rejoint alors sa mère à Hawaï, infirmière à Honolulu. Elle épouse plus tard Roy Harrington, militaire américain du Michigan, devenu plus tard policier des services de police d'Honolulu. 
Durant ses études à Honolulu, Al se révèle doué pour le théâtre et le football américain. En 1958, il est diplômé d'un baccalauréat universitaire ès lettres d'histoire de l'Université Stanford en Californie, où il joue au football américain universitaire. Il est alors recruté par les Colts d'Indianapolis, équipe de football américain professionnel de l'État d'Indiana, à une époque où ce sport gagne peu. Il retourne alors à Honolulu comme professeur d'histoire entre autres pour l'Université d'Hawaï.
De 1968 aux années 1980, surnommé l'Homme du Pacifique Sud, à l'image du célèbre chanteur et animateur de télévision hawaïen Don Ho, il devient populaire en tant qu'animateur, chanteur et danseur hawaïen, pour l'importante industrie du spectacle traditionnel touristique des grands hôtels hawaïens, dont le Hilton Hawaiian Village de Waikiki (musique hawaïenne, Hula, danse du feu polynésienne...). Il anime également sa propre émission de variétés à Hawaï.
À partir de 1969, Al Harrington entame également une carrière d'acteur de série télévisée, téléfilm et de cinéma, avec plusieurs petits rôles dans la série télévisée américaine Hawaï police d'État, de la chaîne de télévision CBS, puis avec le rôle du détective Ben Kokua pour 64 épisodes de cette même série, aux côtés des acteurs Jack Lord, James MacArthur, Richard Denning et Kam Fong Chun... En tant que notoriété hawaïenne, il fait de nombreuses apparitions dans des films et épisodes de séries américaines célèbres, pour des scénarios ponctuels à Hawaï.
En tant que mormon, il joue des rôles principaux dans les films religieux Les Testaments et Lumière du monde de l'Église de Jésus-Christ des saints des derniers jours, tournés pour les Jeux olympiques d'hiver de 2002 de Salt Lake City.  
En 2010, il obtient un nouveau rôle dans la série Hawaii 5-0, remake de la série Hawaï police d'État.

## Filmographie partielle

### Cinéma
- 1970 : Le Maître des îles de Tom Gries, un officier militaire
- 1994 : Forrest Gump, de Robert Zemeckis
- 1994 : Les nouvelles aventures de Croc-Blanc de Ken Olin, Walt Disney Pictures, le chef indien Joseph Moses
- 2000 : The Testaments of One Fold and One Shepherd, film de l'Église de Jésus-Christ des saints des derniers jours, Amaron
- 2011 : Et maintenant... N'embrassez pas la mariée

## Télévision

### Téléfilms
- 2003 : DreamKeeper, Buffalo Bull
- 2003 : Nate and the Colonel, Standing Elk

### Séries
- 1969 à 1975 : Hawaï police d'État, plusieurs petits rôles, puis le détective Ben Kokua de la saison 5 à la saison 10.
- 1977 : Drôles de dames, 1 épisode
- 1980 : Magnum 1 épisode
- 1980 : The Jeffersons, 1 épisode
- 1989 : La loi est la loi, 3 épisodes
- 2001 : Associées pour la loi, 1 épisode
- 2002 : Scrubs, 1 épisode
- 2010 à 2018 : Hawaii 5-0 saison 1 à 9, Mamo Kahike personnage récurrent
- 2021 : Docteure Doogie (DOOGIE KAMEALOHA, M.D.), oncle John